# Betoli, Virajpet
Betoli là một làng thuộc tehsil Virajpet, huyện Kodagu, bang Karnataka, Ấn Độ.